# Château de Swords
Le château de Swords est une forteresse médiévale de style normand érigée à Swords, juste au nord de Dublin aux alentours de 1200 ou un peu après.
Construit en tant que résidence seigneuriale des archevêques de Dublin, le château de Swords n’a jamais été fort au sens militaire, mais couvre une grande surface pentagonale fortifiée de près de 6 000 m2 avec une tour au nord, probablement la résidence du Connétable, et un impressionnant complexe passerelle  au sud. Le gardien occupait peut-être les quartiers à gauche de la porte, tandis que la chambre du concierge avec la chambre du prêtre au-dessus se trouvait à droite. La chapelle attenante, construite à la fin du XIIIe siècle, a probablement été utilisée comme oratoire privé de l’archevêque.
D’autres bâtiments, consignés pour une enquête en 1326, ont maintenant disparu, y compris la grande salle sur le côté est de l’enceinte. Une fois le nouveau palais construit à Tallaght en 1324, l’archevêque abandonna Swords, déplacement sans doute encouragé par les dommages subis lors de la campagne de Bruce en 1317. Les remparts crénelés suggèrent une certaine forme d’occupation au cours du XVe siècle, mais dès 1583, lors de sa brève occupation par les protestants néerlandais, l’édifice est décrit comme « le château ancien tout gâté ». Utilisé comme jardin au XIXe siècle, le château fut vendu lors de la dissolution de l’Église d'Irlande.
Récemment rénové, le château a été utilisé au printemps 2010 comme lieu de tournage pour la production de la série télévisée Les Tudors.